# 澎湖大空襲
澎湖大空襲是指自1944年10月至1945年8月間（太平洋戰爭期間），盟軍戰機對隸屬日本的澎湖群島發動的一系列空襲行動，其中以1945年3月14日和4月4日兩次空襲馬公街（平民區，媽宮三甲），受損最為慘烈。

## 時代背景
明治34年（1901年），日本當局鑒於澎湖島位於台灣海峽的戰略地位，7月2日日本政府公告澎湖為「要塞地」，該年日本海軍在澎湖設立「要港部」，陸軍亦在此成立「澎湖要塞司令部」。:128
昭和12年（1937年）7月7日，盧溝橋事變爆發，中國和日本展開第二次中日戰爭，8月15日全台灣進入戰時體制。昭和14年（1939年）6月，日軍以澎湖為作戰前進基地，從廣東汕頭進攻中國本土。:128
昭和18年（1943年）起，太平洋戰爭戰況日益嚴峻，日本當局鑒於澎湖地瘠人多，戰時海上運糧不易，易有糧荒之虞，澎湖廳方廳長大田政作等開始勸導澎湖島居民往台灣本島疏散，並特派連絡專員駐紮臺南州布袋與高雄州兩處。:78
早時，日本為建設海軍要港司令部，選址於馬公市測天島（小案山），不惜強制將測天島居民遷移到他處。1901年馬公要港部正式成立，設址於測天島海軍基地。大正8年（1929年），日本再次徵收對岸大案山一帶的土地，用於建造燃料槽。昭和16年（1941年）馬公要港部升格為馬公警備府、1943年警備府指揮中樞遷往高雄左營，原處降編為「馬公方面特別根據地隊」，簡稱「馬特根」，其基地腹地除包括無線電站、港口倉庫與油槽等附屬支援設施，也成為盟軍戰機進攻澎湖的主要戰略目標。
昭和20年（1945年）3月14日馬公大空襲之後，澎湖各處機關均實施分散，除少數公務員（如廳長大田政作、顏其碩、鄭大洽）留守馬公之外，馬公街住民多往郊區避難，當時馬公街處處廢墟、罕有人煙，直到二戰結束後才逐漸恢復原貌。:78

## 空襲列表
昭和19年（1944年）10月12日，台灣沖航空戰爆發，而航空戰在12至14日期間，美國海軍第38特遣艦隊派出各種艦載機轟炸台灣本島、澎湖各地，澎湖境內第一次空襲便在此一背景下發生，而在早在首次空襲前四日的10月8日，馬公街為防範的空襲，已提前做出疏散部分學童及日人眷屬的準備。
昭和19年（1944年）10月12日空襲澎湖的任務，是由美國海軍第38.3特遣支隊（Task Force 38.3）的列星頓號航空母艦 (CV-16)、艾賽克斯號航艦（USS Essex CV-9）上的戰機所負責，參與戰鬥的機型包括：F6F地獄貓式戰鬥機（Hellcat）、SB2C地獄俯衝者二式轟炸機（Helldiver）、TBM復仇者式魚雷轟炸機（Avenger），從清晨到黃昏分別以機槍、無導引火箭、炸彈、空投魚雷等武器對澎湖測天島海軍基地、猪母水飛行場（位於今馬公市五德里和山水里）及周邊設施等，發起總共四波的攻勢。
昭和20年（1945年）1月初，美軍為了發動仁牙音灣登陸作戰，第38特遣艦隊再度空襲台澎各地。同年1月中旬起，空襲台灣的主力由美國陸軍航空軍第5航空隊接手，並配合美國海軍陸基巡邏機執行的武裝偵巡任務，在台灣、澎湖各地進行轟炸，直到8月初才由美國陸軍航空軍第13航空隊輪替。
昭和19至20年間（1944年－1945年），澎湖廳軍民合計人口約7.9萬，因澎湖當地建有測天島海軍基地、豬母水飛行場等軍事要地，遂成為盟軍轟炸對象。其中第5航空隊在戰爭最後期約200餘日內，拋擲在澎湖群島上的炸彈總計達1127噸。
| 年度                | 日期     | 警報時間      | 空襲機型       | 空襲地點                                                          | 受損紀錄 | 備註 |
| ------------------- | -------- | ------------- | -------------- | ----------------------------------------------------------------- | --- | --- |
| 昭和19年 （1944年） | 10月12日 | 03:34 - 17:55 | TBM、SB2C、F6F | 馬公要港部 （馬特根）                                             | - 港內船艦 - 海軍基地、軍用船 | 顏其碩《陋巷雜草》紀錄：:79 - 馬公死者17名、重傷2名、輕傷15名 馬公住宅全毀23戶、半毀20戶、重大損毀21戶、中小損毀36戶 - 嵵裡與望安庄水垵死者1名、重傷6名、輕傷2名 住家全燒1戶、半燒3戶、部分燒毀2戶 |
| 昭和19年 （1944年） | 10月13日 | 05:55 - 17:55 | B-24           | 馬公街、馬公港港埠處                                              | - 東甲北極殿 - 澄源堂 | 顏其碩《陋巷雜草》紀錄：:79 - 馬公死者17名、重傷2名、輕傷15名 馬公住宅全毀23戶、半毀20戶、重大損毀21戶、中小損毀36戶 - 嵵裡與望安庄水垵死者1名、重傷6名、輕傷2名 住家全燒1戶、半燒3戶、部分燒毀2戶 |
| 昭和19年 （1944年） | 10月14日 |               | B-24           | 馬公要港部                                                        | | 顏其碩《陋巷雜草》紀錄：:79 - 馬公死者17名、重傷2名、輕傷15名 馬公住宅全毀23戶、半毀20戶、重大損毀21戶、中小損毀36戶 - 嵵裡與望安庄水垵死者1名、重傷6名、輕傷2名 住家全燒1戶、半燒3戶、部分燒毀2戶 |
| 昭和20年 （1945年） | 1月3日   |               | F6F戰鬥機等    | 馬公要港部                                                        | - 兩名居民因被炸彈碎片波及而受傷 | 敵方軍機被日軍擊墜一架、擊破三架 |
| 昭和20年 （1945年） | 1月4日   | 約9點         | 美軍艦攻機     |                                                                   | - 四名漁船員被射傷 | |
| 昭和20年 （1945年） | 1月15日  | 10:10 - 11:50 | F6F戰鬥機等    | 馬公（投彈與掃射）                                                | - 家屋全毀3戶、半毀3戶、中損4戶、小損2戶 | |
| 昭和20年 （1945年） | 2月18日  | 約11點        |                | 白沙庄吉貝嶼                                                      | - 澎湖郵局的「有明丸」被擊沉，乘客死亡數人 | 罹難者包括日後的台灣省議員林聯登的養舅林水金。 |
| 昭和20年 （1945年） | 3月2日   |               |                | 湖西庄良文港 （今龍門村）                                         | - 日本御用船被炸沉 | |
| 昭和20年 （1945年） | 3月11日  | 下午          |                | 馬公前寮鄉                                                        | | |
| 昭和20年 （1945年） | 3月13日  | 下午          |                | 馬公要港部                                                        | - 汽油庫火災 | |
| 昭和20年 （1945年） | 3月14日  | 11:07 - 16:30 | B-24、P-38     | 馬公要港部 馬公街                                                 | - 風櫃尾機銃砲台 - 大案山油庫 - 第83號驅潛特務艇沉沒 - 第235號驅潛特務艇沉沒 - 澎湖廳舍 - 松島公園、松島紀念館 - 澎湖武德殿 - 澎湖電力公司、東甲北極殿 - 南日本造船所 - 四間私人醫院等 | - 美軍投彈200噸，佔全澎湖空襲砲彈份量17.7% - 日軍戰死42人、輕重傷120人、17棟建築全毀、40棟建築半毀 - 美機約於12:30 遠離，但16:30才解除警報 - 案山－凸角－虎尾的電話線損壞，自來水、電燈系統亦受到損壞 - 馬公街幾成廢墟，東半部損毀嚴重： 原松島公園（今馬公市民權路與民福路中間） 公共防空壕被砲彈直接命中，估計有50人當場死亡 - 馬公街屋舍全毀260、半毀250、損壞360 |
| 昭和20年 （1945年） | 4月3日   | 約5點         |                |                                                                   | | |
| 昭和20年 （1945年） | 4月4日   | 14:25後       | B-25J          | 馬公街                                                            | - 貨輪「第二近油丸」 - 貨輪「寶嶺丸」 - 澎湖重砲兵聯隊本部建築 - 馬公街役場 - 金龜頭砲台 - 衛戍醫院（陸軍病院）                                                                        | - 此次空襲以採戰機低空掃射為主 - 日軍擊墜敵機一架 - 馬公港第三棧橋因貨輪遭擊而起大火 |
| 昭和20年 （1945年） | 4月4日   | 15點左右      | B-25J          | 望安庄東吉嶼                                                      | - 特設防備衛所（海軍偵潛所用） | |
| 昭和20年 （1945年） | 4月8日   |               |                | 雙頭掛鄉（興仁） 鎖管港鄉（鎖港） 烏崁鄉 豬母水機場（五德、山水） | - 略有死傷 | |
| 昭和20年 （1945年） | 4月16日  | 夜            |                |                                                                   | | 一夜響起六次空襲警報 |
| 昭和20年 （1945年） | 4月28日  | 夜            |                | 馬公菜園鄉                                                        | | |
| 昭和20年 （1945年） | 6月10日  | 下午          |                | 馬公嵵裡鄉                                                        | - 略有死傷 | |
| 昭和20年 （1945年） | 6 月13日 | 正午          |                | 馬公街                                                            | - 馬公高等女學校校舍 - 富貴亭（馬公北町） - 孤拔墓 | |
| 昭和20年 （1945年） | 6月15日  | 上午          |                | 湖西庄西溪、港底                                                  | - 人畜略有死傷 | |
| 昭和20年 （1945年） | 6月23日  | 約11點        |                | 西嶼庄小池角下寮                                                  | - 死者七人 - 傷者數十名 - 屋舍毀損無數 | （小池角下寮） |
| 昭和20年 （1945年） | 7月5日   | 夜間          |                | 西嶼庄東鼻頭                                                      | | 被投擲燒夷彈 |
| 昭和20年 （1945年） | 7月9日   | 夜間          |                | 馬公街                                                            | - 澎湖廳舍附近 | 被投擲燒夷彈 |
| 昭和20年 （1945年） | 7月11日  | 上午          |                | 澎湖近海                                                          | - 漁船被機槍掃射 | 澎湖－高雄交通船「江差丸」在高雄港被擊沉， 澎湖、高雄間的交通運輸自此中斷:128 |
| 昭和20年 （1945年） | 8月7日   |               |                | 西嶼庄外垵                                                        | - 漁船被機槍掃射，造成一死三傷 | 澎湖最後一次空襲 |

## 澎湖空襲史料訛誤現象
根據廖英雁佐以第一手美軍史料考證，澎湖大空襲由於牽涉軍史背景，不少資料皆有所訛誤，舉凡如顏其碩《陋巷雜草》（1969年）、蔡平立《馬公市志》（1984年）、許雪姬《澎湖縣志．卷十五．大事記》（1991年）和澎湖縣文化局主編的《歲月印記．澎湖空襲憶往》（2009年）和《2010 澎湖縣文化資產手冊》（2010年），學者杜正宇、謝濟全的〈盟軍記載的二戰臺灣飛行場〉（2012年）皆無法倖免，上述書中所記述的若干機型、空襲日期和作戰方式，甚至近代學者進行的相關的口述歷史訪談，真正對照起美國軍方的第一手史料，皆出現明顯的考證失據狀況。
| 參與澎湖空襲的機型   | - F6F地獄貓式戰鬥機 - SB2C地獄俯衝者二式轟炸機 - TBM復仇者式魚雷轟炸機 - B-24解放者式轟炸機 - B-25米切爾型轟炸機 - P-38閃電式戰鬥機 | - F6F地獄貓式戰鬥機 - SB2C地獄俯衝者二式轟炸機 - TBM復仇者式魚雷轟炸機 - B-24解放者式轟炸機 - B-25米切爾型轟炸機 - P-38閃電式戰鬥機                                                                                 |
| 未參與澎湖空襲的機型 | - P-51野馬式戰鬥機 - B-29超級堡壘轟炸機 - グラマン戦闘機                                                                            | 「グラマン戦闘機」常見於台灣總督府紀錄，泛指Grumman公司生產的F6F地獄貓式戰鬥機。 後代的官方史料編纂者不慎誤將「グラマン戦闘機」和P-51野馬式戰鬥機連結在一起， 意外形塑了「P51格拉曼戰鬥機」這一架不存在的戰鬥機型。 |

## 3月14日空襲經歷
根據廖英雁2015年間，曾訪談經歷空襲生還者的紀錄：
一名洪姓村民昭和四年（1929年）出生於西嶼鄉，1945年3月14日空襲那日他16歲，當時在馬公街的南日本造船所當雜役，記憶中那日天氣十分晴朗，空襲警報響起正逢中午，南日本造船所工人們必須放下工作，進行疏散，當時他和一名年紀相仿的黃姓少年拿著鐵製便當盒行動，打算去松島公園的公共防空壕躲避空襲，但因去的時間太晚，防空壕擠滿了人，只好另覓他處避難。洪姓村民當即表示因為東側的防空壕入口進不去，提議要往西側碰碰運氣，當時天空已有美國的軍機在盤旋，爆炸聲不絕於耳，而那名黃姓少年反而坐了下來，打開便當盒，對洪姓村民說：「欲死也著愛做飽鬼。汝先走，我等咧就來！」
洪姓村民猶豫片刻，仍舊和黃姓少年告別，隻身往防空壕西邊入口跑去，但當他快抵達西邊入口時，身後不但響起巨大的爆炸，還颳起一陣強大的風將他整個人吹走，原本手捧著的便當盒也不知所終，他不知道過了多久才回神，防空壕東側入口已經被炸得只剩下一個焦黑的大洞，馬公街許多房屋損毀，眼前的景色一片怵目驚心，而那名黃姓少年自然是沒有生還的可能。市區一片混亂，四處都是不絕於耳的哭號聲，民眾你推我擠，日本警察努力吹著哨子維持秩序。當時洪姓村民渾身是傷，六神無主，因為大多數人都要往鄉下疏散，只好隨著人群走出馬公街，傍晚時不巧在郊野迷路，幸好被一間草寮的主人收留，隔日從清晨走到下午，終於抵達白沙島的通樑，千辛萬苦才僱到船返回西嶼的家。

## 空襲生活
澎湖西嶼鄉小池角人士顏其碩（1900年－1977年），在空襲期間時任澎湖廳技手、留守馬公街，可謂親身經歷空襲歲月。民國58年（1969年），顏其碩在七十歲之齡自費出版《陋巷雜草》，書中記述不少關於昭和20年（1945年）澎湖空襲的生活回憶和文獻，列述如下：
- 2月19日，是日大雨，軍用船運來大量糙米、食糖和各種生活必需品，於是全澎湖所有男性不得不冒險來港口取貨，鄉間多由牛車運載，一路搬載至深夜。
- 3月5日，澎湖島內各處國民學校及高等女學校之低年級生，即日起一律停課。
- 3月14日，馬公街居民在澎湖廳的安排下，往鄉間各處疏散。
- 4月23日，本島籍的公務職員支給八成加俸。
- 5月31日，盟軍飛機來澎湖，沒有發動軍事行動，僅空撒宣傳單。
- 8月15日，日本昭和天皇發表〈終戰詔書〉，第二次世界大戰結束[14]，各處空襲軍事行動也隨之停止。[7]:128
- 8月26日，從馬公街疏散各處的居民陸續返家，開始重建家園。[7]:128

## 衍生作品
- 素有「澎湖鴻儒」之稱的吳爾聰（1872年－1956年），在空襲之時躲避於文澳澎湖孔廟附近的防空壕，劫後餘生行經殘破的東甲北極殿[註 3]，忍不住熱淚盈眶，乃作詩以示悲痛： [15]

|  | 毒彈汝亦太無情，北極神宮一聲平。 今日我來觀實跡，傷心老眼淚盈盈。 |